# ننت
ننت یک برنامه آزاد و کد باز برای خودکار کردن روند بیلد نرم‌افزار است. این برنامه چیزی شبیه به آپاچی انت است، اما تمرکز آن بر روی محیط دات نت است به جای این که بر روی جاوا متمرکز باشد. نام ننت هم بر همین اساس استوار است. در واقع ننت به این معنا است که ابزاری که انت نیست.

ننت به یکی از فریم ورک‌های دات نت (۱٫۰ یا ۱٫۱ یا ۲٫۰ یا ۳٫۰ یا ۳٫۵) یا پلتفرم مونو احتیاج دارد.

## جلودارها - ابزارهای در صف جلو
تعداد زیادی برنامه گرافیکی برای ننت وجود دارد:
- ننت بیلدر  که یک محیط یکپارچه توسعه با قابلیت‌های کامل برای ننت است. این ابزار به منظور ایجاد، ویرایش و اشکال‌یابی دستورهای ننت، طراحی و ایجاد شده‌است.
- ننت جی.یو. آی  یک ابزار آزاد برای اجرای دستورها ننت.
- ننت پد، یک ابزار تجاری است که توسط پرفیوژن سافت ویر استودیو ایجاد شده‌است و امکان نوشتن، مسیریابی و اجرای دستورها ننت را می‌دهد.
- ننت ویزارد ، ابزاری ساده با واسط کاربری کوچک که هدف آن کار در یک محیط پیکربندی شده ننت است و برای استفاده‌های غیر تجاری آزاد است.
- کولور ننت ، این ابزار که یک اسکریپت پرل است یک رپر برای ننت است که خروجی اش را به صورت رنگی وهای لایت شده در اختیار می‌گذارد. کاربر می‌تواند بسته به سلیقه‌اش رنگ‌بندی را تعویض کند.